# Lou Levy Plays Baby Grand Jazz
| Recensione | Giudizio |
| ---------- | -------- |
| AllMusic   |          |

Lou Levy Plays Baby Grand Jazz è un album del pianista jazz statunitense Lou Levy, pubblicato dalla Jubilee Records (codice catalogo JLP/JGS 1101) nel marzo del 1959.

## Tracce
LP (JLP/JGS 1101)
Lato A (JGS-1101-A)
1. Little Girl – 2:10 (Madeline Hyde, Francis Henry)
2. I'll Never Smile Again – 2:35 (Ruth Lowe)
3. Undecided – 2:43 (testo: Sid Robin – musica: Charlie Shavers)
4. Lover Man (Oh, Where Can You Be?) – 2:44 (Jimmy Davis, Roger "Ram" Ramirez, James Sherman)
5. The Gypsy – 2:27 (Billy Reid)
6. A Sunday Kind of Love – 2:29 (Barbara Belle, Louis Prima, Anita Leonard, Stan Rhodes)

Lato B (JGS-1101-B)
1. I've Found a New Baby – 1:58 (Jack Palmer, Spencer Williams)
2. Sleepy Serenade – 2:10 (testo: Mort Greene – musica: Lou Singer)
3. The End of a Love Affair – 2:34 (Edward C. Redding)
4. Under Paris Skies – 2:35 (testo: Kim Gannon – musica: Hubert Giraud)
5. Comme ci, comme ça – 2:42 (testo: Joan Whitney, Alex Kramer – musica: Bruno Coquatrix)
6. You Don't Know What Love Is – 2:53 (testo: Don Raye – musica: Gene de Paul)

## Formazione
- Lou Levy – pianoforte
- Max Bennett – contrabbasso
- Gus Johnson – batteria